# کریستیان فرناندز (بازیکن فوتبال آرژانتینی)
کریستیان فرناندز (انگلیسی: Cristian Fernández؛ زادهٔ ۱۵ ژوئیهٔ ۱۹۷۹) بازیکن فوتبال اهل آرژانتین است.
از باشگاه‌هایی که او در آن بازی کرده‌، می‌توان به باشگاه ورزشی آئوداکس ایتالیانو، باشگاه فوتبال اسپتزیا، باشگاه فوتبال ونتزیا، باشگاه فوتبال راسینگ کلوب آویاندا و باشگاه فوتبال اتلتیکو هوراکان اشاره کرد.